# Sarah Churchill
Sarah Churchill z domu Jennings (ur. w 1660, zm. w 1744) była żoną Johna Churchilla, 1. księcia Marlborough. Jej wpływ na królową Annę Stuart znacznie ułatwiał poczynania polityczne jej męża.
Sarah Jennings urodziła się w Holywell (hrabstwo Hertford) w 1660 roku jako córka Richarda Jenningsa i Frances Thornhurst. Około 1673 roku zaprzyjaźniła się z księżniczką Anną, kiedy wraz ze swą siostrą Frances dołączyły do dworu księcia Yorku (późniejszego króla Jakuba II). Anna była zaledwie kilka lat młodsza od Sarah. Przyjaciółki nazywały się nawzajem „Mrs Freeman” (Sara) i Mrs Morley (Anna).
W październiku 1678 roku Sarah poślubiła Johna Churchilla. Razem odegrali dużą role w chwalebnej rewolucji (1688/1689) wspierając Wilhelma III Orańskiego w uzyskaniu tronu angielskiego. 
Gdy Anna została królową, Sarah Churchill uzyskała wiele tytułów (Mistress of the Robes, Keeper of the Privy Purse). Wraz z mężem rezydowała wtedy w Cumberland Lodge.
Upadek wpływów Churchillów nastąpił gdy w 1711 Sarah, mając dosyć opiekowania się coraz bardziej schorowaną i otępiałą władczynią, podesłała jej swoją zaufaną Abigail Masham, która jednak zamiast być jedynie agentką Sarah, zajęła jej miejsce u boku Anny, a co gorsza jej wpływ został wykorzystany przez przeciwników politycznych Churchillów – torysów: Henry St. Johna i Roberta Harleya. 
Lepsza sytuacja dla potężnej pary nastała w 1714 i 1715 roku wraz z sukcesją hanowerską (Jerzy I), lecz książę nie odzyskał swych wpływów w armii. Gdy zmarł, Sarah nadal działała politycznie. Jako prawdopodobnie najbogatsza wówczas kobieta w Europie (jej mąż uzyskał ogromny majątek) wspierała z Blenheim Palace przeciwników politycznych Roberta Walpole'a, do którego miała żal, że się z nią nie liczył i nie zabiegał o jej przychylność. Zmarła w 1744 roku, nie osiągnąwszy celu jakim było odgrywanie widocznej roli na scenie politycznej.